# Erkki Eirto
Erik ”Erkki” Vilhelm Eirto, född Eklund 6 april 1907 i Helsingfors, död 1 augusti 1954 i Helsingfors, var en finländsk operasångare (baryton).
Åren 1930–1932, 1938 samt 1942–1943 gjorde Eirto 59 skivinspelningar, varav en gjordes tillsammans med skådespelerskan Martta Kinnunen. Som inspelande artist använde sig Erito även av pseudonymerna Eero Tammisto och Tauno Eskola. Från år 1931 gjorde Eirto ett tiotal roller vid operan. Erkki Eirto var far till den framgångsrike sångaren Juha Eirto.
Han är begravd på Sandudds begravningsplats i Helsingfors.